# Tour de Alberta de 2017
A 5.ª edição do Tour de Alberta correu-se entre 1 a 4 de setembro de 2017. O percurso consistiu de um total de 4 etapas sobre uma distância total de 541,1 km.
A corrida fez parte do calendário UCI America Tour de 2017 dentro da categoria 2.1 e foi vencida pelo ciclista estado-unidense Evan Huffman da equipa de categoria continental Rally.

## Equipas participantes
Tomaram a partida um total de 11 equipas, dos quais 1 foi de categoria UCI WorldTeam, 1 Continental Profissional e 9 Continentais, quem conformaram um pelotão de 82 ciclistas dos quais terminaram 76.
| Equipe WorldTeam- Cannondale-Drapac Equipe profissional Continental- UnitedHealthcare Equipes Continentais (9)- Holowesko Citadel - Rally Cycling - Jelly Belly-Maxxis - Silber - Elevate-KHS - Medellín-Inder - Aevolo - H&R Block - Garneau-Québecor |
| |

## Etapas
| Etapa | Data   | Percurso                    | type            | Distância (km) | Vencedor       | Líder geral  |
| ----- | ------ | --------------------------- | --------------- | -------------- | -------------- | ------------ |
| 1     | 1 set. | Jasper – Marmot Basin       | etapa escarpada | 162            | Evan Huffman   | Evan Huffman |
| 2     | 2 set. | Spruce Grove – Spruce Grove | etapa escarpada | 139            | Wouter Wippert | Evan Huffman |
| 3     | 3 set. | Edmonton – Edmonton         | etapa escarpada | 116            | Alex Howes     | Evan Huffman |
| 4     | 4 set. | Edmonton – Edmonton         | etapa escarpada | 124,1          | Wouter Wippert | Evan Huffman |

## Classificações
As classificações finalizaram da seguinte forma:

### Classificação geral
| \| Classificação geral \| Classificação geral \| Classificação geral \| Classificação geral \| Classificação geral \| \| Ciclista \| Ciclista \| Equipe \| Tempo \| \| \| ------------------- \| ------------------- \| ----------------------- \| ------------------- \| ------------------- \| \| 1. \| Evan Huffman \| Rally Cycling \| 12h00m55s \| \| \| 2. \| Sepp Kuss \| Rally Cycling \| + 18s \| \| \| 3. \| Alex Howes \| Cannondale-Drapac \| + 31s \| \| \| 4. \| Tom Slagter \| Cannondale-Drapac \| + 31s \| \| \| 5. \| Christopher Jones \| UnitedHealthcare \| + 33s \| \| \| 6. \| Jack Burke \| Aevolo \| + 35s \| \| \| 7. \| Colin Joyce \| Rally Cycling \| + 36s \| \| \| 8. \| Rob Britton \| Rally Cycling \| + 41s \| \| \| 9. \| James Piccoli \| Elevate-KHS Pro Cycling \| + 50s \| \| \| 10. \| Nigel Ellsay \| Silber Pro Cycling \| + 51s \| \| |                   |                         |           |
| |                   |                         |           |
| Fonte: ProCyclingStats |                   |                         |           |
| Classificação geral |                   |                         |           |
| Ciclista | Ciclista          | Equipe                  | Tempo     |
| 1. | Evan Huffman      | Rally Cycling           | 12h00m55s |
| 2. | Sepp Kuss         | Rally Cycling           | + 18s     |
| 3. | Alex Howes        | Cannondale-Drapac       | + 31s     |
| 4. | Tom Slagter       | Cannondale-Drapac       | + 31s     |
| 5. | Christopher Jones | UnitedHealthcare        | + 33s     |
| 6. | Jack Burke        | Aevolo                  | + 35s     |
| 7. | Colin Joyce       | Rally Cycling           | + 36s     |
| 8. | Rob Britton       | Rally Cycling           | + 41s     |
| 9. | James Piccoli     | Elevate-KHS Pro Cycling | + 50s     |
| 10. | Nigel Ellsay      | Silber Pro Cycling      | + 51s     |

### Classificação por pontos
| Classificação por pontos | Classificação por pontos | Classificação por pontos      | Classificação por pontos | Classificação por pontos |
| Ciclista                 | Ciclista                 | Equipe                        | Pontos                   |                          |
| ------------------------ | ------------------------ | ----------------------------- | ------------------------ | ------------------------ |
| 1.                       | Wouter Wippert           | Cannondale-Drapac             | 42 pts                   |                          |
| 2.                       | John Murphy              | Holowesko Citadel Racing Team | 31 pts                   |                          |
| 3.                       | Alex Howes               | Cannondale-Drapac             | 27 pts                   |                          |

### Classificação da montanha
| Classificação da montanha | Classificação da montanha | Classificação da montanha | Classificação da montanha | Classificação da montanha |
| Ciclista                  | Ciclista                  | Equipe                    | Pontos                    |                           |
| ------------------------- | ------------------------- | ------------------------- | ------------------------- | ------------------------- |
| 1.                        | Alexander Cowan           | Silber Pro Cycling        | 27 pts                    |                           |
| 2.                        | Zeke Mostov               | Aevolo                    | 25 pts                    |                           |
| 3.                        | Sepp Kuss                 | Rally Cycling             | 24 pts                    |                           |

### Classificação sub-23
| Classificação U23 | Classificação U23 | Classificação U23             | Classificação U23 | Classificação U23 |
| Ciclista          | Ciclista          | Equipe                        | Tempo             |                   |
| ----------------- | ----------------- | ----------------------------- | ----------------- | ----------------- |
| 1.                | Jack Burke        | Aevolo                        | 12h01m30s         |                   |
| 2.                | Luis Villalobos   | Aevolo                        | + 37s             |                   |
| 3.                | Brendan Rhim      | Holowesko Citadel Racing Team | + 2m56s           |                   |

### Classificação por equipas
| Classificação por equipes | Classificação por equipes | Classificação por equipes | Classificação por equipes |
| Equipe                    | Equipe                    | Tempo                     |                           |
| ------------------------- | ------------------------- | ------------------------- | ------------------------- |
| 1.                        | Rally Cycling             | 36h03m50s                 |                           |
| 2.                        | UnitedHealthcare          | + 1m24s                   |                           |
| 3.                        | Jelly Belly-Maxxis        | + 1m41s                   |                           |